# Pseudothecadactylus
Pseudothecadactylus es un género de geckos de la familia Diplodactylidae. Es endémico de  Australia.

## Especies
Se reconocen las siguientes tres especies:
- Pseudothecadactylus australis  (Günther, 1877)
- Pseudothecadactylus cavaticus  Cogger, 1975
- Pseudothecadactylus lindneri  Cogger, 1975